# Soundgarden
Soundgarden fue una banda estadounidense de rock formada en Seattle, Washington, en 1984 por el vocalista Chris Cornell, el bajista Hiro Yamamoto y el guitarrista Kim Thayil. Matt Cameron se unió al grupo como batería permanente en 1986 y Ben Shepherd se convirtió en reemplazo definitivo de Yamamoto en 1990. Cornell se mantuvo en la banda hasta su muerte en mayo de 2017. Soundgarden fue una de las bandas pioneras del grunge, género musical derivado del rock alternativo que se desarrolló en Seattle. Fue la primera banda grunge en ser fichada por una compañía discográfica de renombre (A&M Records en 1988), aunque la banda no alcanzó el éxito comercial hasta que popularizaron el género a principio de los noventa junto a sus contemporáneos de Seattle: Nirvana, Pearl Jam o Alice in Chains.
El disco Superunknown (1994) fue su mayor éxito y el que les dio fama mundial al contener los sencillos «Black Hole Sun» y «Spoonman», ambos ganadores de un premio Grammy. El grupo se separó en 1997 debido a diferencias internas acerca del sentido que debía tomar la música de la banda. Después de más de una década en la que los integrantes del grupo participaron en otros proyectos musicales, Soundgarden se reagrupó en 2010 y se separó de forma definitiva en enero de 2019, ofreciendo un show final en un evento homenaje dedicado en honor a la memoria de Cornell.
Soundgarden vendió más de 12 millones de discos en los Estados Unidos, y un estimado de 35 millones en todo el mundo.

## Historia de la banda

### Primeros años (1984-1986)
Los orígenes de Soundgarden se remontan a principios de la década de 1980 cuando Chris Cornell y Hiro Yamamoto tocaban en una banda bajo el nombre de The Shemps, ocupándose Chris de la batería al mismo tiempo que era vocalista, mientras que Yamamoto se encargaría del bajo. Más tarde se uniría al grupo Kim Thayil como guitarrista. Este se había trasladado a Seattle desde Park Hill, Illinois, con Yamamoto y Bruce Pavitt, quien acabaría siendo más tarde el cofundador del sello discográfico Sub Pop. La banda obtuvo su nombre de una instalación artística conocida como The Sound Garden, ubicada en Seattle al aire libre y que producía sonidos espeluznantes cuando el viento atravesaba unos tubos de metal de la misma. Esta obra artística es propiedad de la NOAA, con sede cercana al parque Magnuson de Seattle.
Al comienzo, Cornell tocaba la batería mientras cantaba, hecho que propició la introducción en la banda de Scott Sundquist para liberarle de la misma y permitirle concentrarse en la parte vocal. El grupo grabó dos canciones que aparecieron en un recopilatorio llamado Deep Six, para el sello discográfico C/Z Records, que también incluía canciones de los grupos Green River, Skin Yard y The Melvins. En 1986 Sundquist abandonó la banda y fue reemplazado por Matt Cameron, el cual había sido batería en Skin Yard.

### Primeros trabajos (1987-1990)
La primera grabación del grupo fue el tema "Incessant Mace" para el sello C/Z Records, que lo incluyó en la cinta Phyrric Victory de la que sólo se distribuyeron 250 copias.

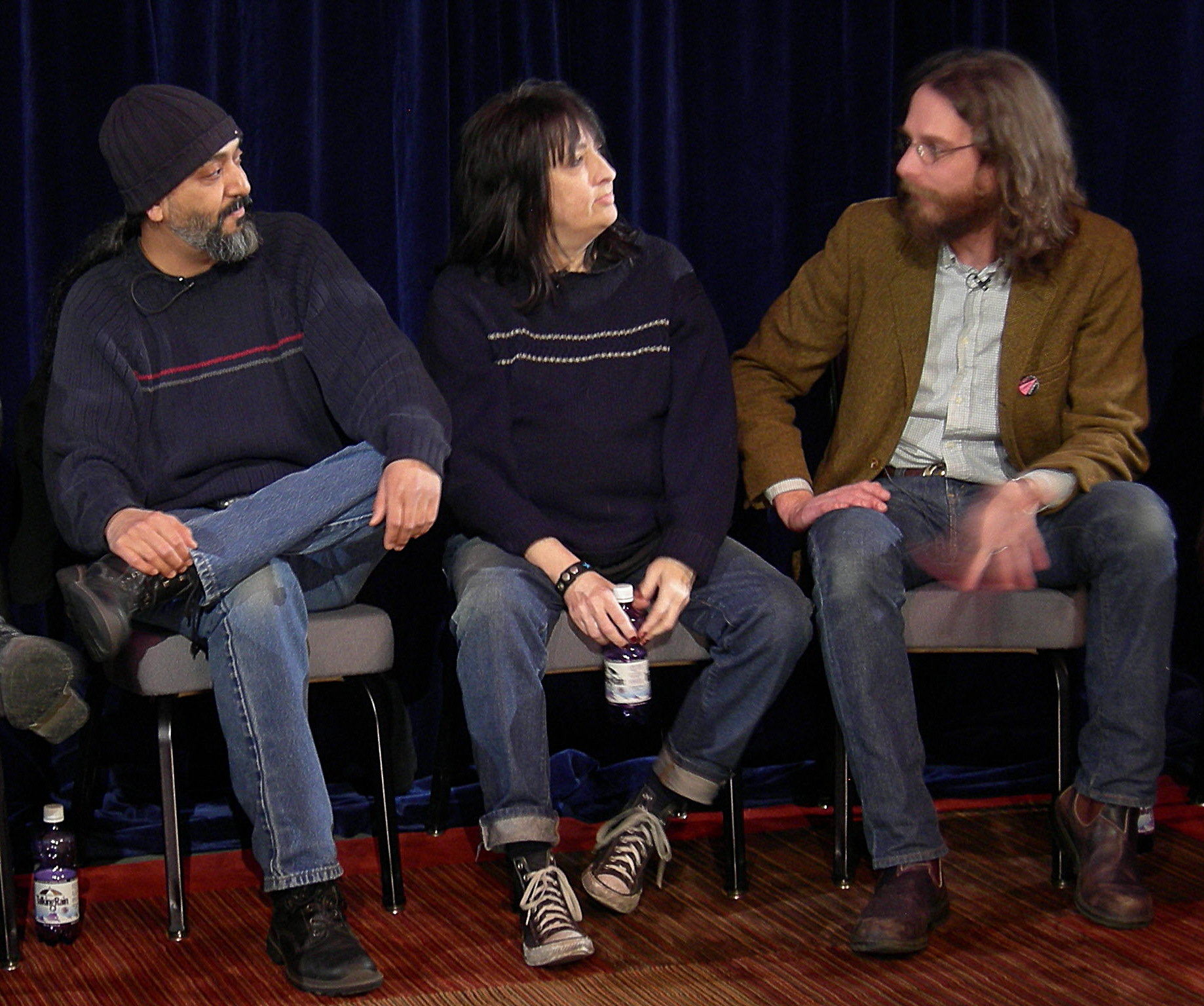
Kim Thayil, guitarrista de Soundgarden de origen hindú, conversa con Kim Warnick de The Fastbacks y Steve Turner de Mudhoney en febrero de 2007.

Después de una de las primeras actuaciones de la banda, un locutor de una emisora de radio estadounidense, Jonathan Poneman, convenció a Bruce Pavitt, gerente de Sub Pop, para que Soundgarden firmase un contrato con la discográfica. Aunque en un principio la banda no impresionó a Pavitt, este les ofreció un contrato discográfico según el cual el sello donaba 20.000 dólares a la banda para financiarse sus primeros trabajos. Gracias a este dinero, el grupo grabó y publicó los EP Screaming Life en 1987 y Fopp en 1988. En 1990 se lanzó un recopilatorio que reunía ambas publicaciones, titulada Screaming Life/Fopp.
A pesar de que Soundgarden estaba siendo pretendido por las discográficas más importantes del panorama musical, firmaron en 1988 un contrato con SST Records, sello en el que sacarían su álbum de debut, Ultramega OK, por el que ganaron una nominación a un Grammy en la categoría de Mejor Interpretación de Metal. El disco consiguió bastante popularidad gracias a la emisión frecuente del vídeo musical del sencillo "Flower".
En 1989 la banda sacó su primer álbum con una multinacional: Louder than Love, lanzado a través del sello A&M Records. Después de sacar este disco, Hiro Yamamoto abandonó la banda para regresar a sus estudios universitarios, siendo reemplazado rápidamente por Jason Everman, guitarrista por aquel entonces en Nirvana. Everman aparecería solamente en el vídeo Louder than Live, ya que más tarde sería reemplazado por Ben Shepherd, quien se convertiría en el bajista permanente de la banda. La firma de la banda con una compañía multinacional causó una división entre los fanes de la banda y Soundgarden. Kim Thayil dijo al respecto: "Al principio, nuestros fans venían de la masa punk. Nos abandonaron cuando vieron que habíamos vendido nuestros principios punk, metiéndonos en un sello mayor y tocando con Guns N' Roses. Había cuestiones de imagen y cuestiones culturales, y la gente pensó que no íbamos a pertenecer más a su escena, a su sub-cultura particular".

### Éxito popular (1991-1994)
En 1991 la nueva formación graba Badmotorfinger. Aunque se trató de un disco exitoso, fue relegado a un segundo plano debido a la repentina popularidad de Nevermind de Nirvana. Al mismo tiempo, la atención traída por Nevermind a las bandas del movimiento musical de Seattle, brindó a Soundgarden una mayor atención, haciendo que las canciones "Outshined" y "Rusty Cage", extraídas de Badmotorfinger, encontraran un hueco en emisoras de radio alternativas y en la propia MTV. Además, la polémica ocasionada por la negativa de MTV a emitir el vídeo de la canción "Jesus Christ Pose" por una posible controversia religiosa por las imágenes del mismo, dio a conocer más profundamente la música del grupo.
La banda se fue de gira con Guns N' Roses como respaldo al álbum editado y más tarde realizaría el vídeo Motorvision, que sería filmado en la propia gira. Soundgarden también hizo acto de presencia en el Lollapalooza de 1992, tocando con Red Hot Chili Peppers, Pearl Jam y Ministry, entre otros. La banda se benefició a su vez del éxito del disco homónimo de Temple of the Dog, un proyecto iniciado por Cornell para homenajear la muerte de Andrew Wood, vocalista de Mother Love Bone y excompañero de piso de Cornell, de sobredosis de heroína.
La banda apareció en la película Singles tocando "Birth Ritual", canción que aparecería en la banda sonora original de la película, además de una canción con Cornell como único intérprete, titulada "Seasons". En la película también figuró un fragmento de la versión demo de "Spoonman", canción que aparecería en Superunknown, en 1994.
Superunknown marcó un punto de ruptura en la banda, y contenía los sencillos "Black Hole Sun", "Spoonman", "The Day I Tried to Live" y "Fell on Black Days". Las canciones incluidas en Superunknown capturaban la creatividad de sus primeros trabajos, mientras que exhibía los aspectos más comerciales del grupo al usar elementos del rock psicodélico.
En cuanto a las letras de las canciones, el álbum fue bastante oscuro y misterioso, ya que la mayoría trataban temas acerca del abuso de sustancias, el suicidio y la depresión. Muchas canciones tenían un toque indio o del medio oriente, como "Fell on Black Days" y "Half", en la que figura el bajista Ben Shepherd como vocalista en lugar de Cornell. Superunknown alcanzó el número uno en las listas de éxitos americanas en su primera semana y vendió más de tres millones de copias en los Estados Unidos, haciendo un total de seis millones en todo el mundo. Este disco le valió a Soundgarden dos premios Grammy, un premio MTV y un premio otorgado por la revista Rolling Stone.

### Últimos días y post-ruptura (1995-1997)
El último disco de Soundgarden fue producido por ellos mismos en 1996 y se llamó Down On the Upside. Fue notablemente menos heavy que los discos anteriores. El álbum engendró numerosos singles, entre los que se encuentran "Pretty Noose", "Blow Up the Outside World" y "Burden in my Hand". La banda explicó que querían diversificarse y explorar otros sonidos. Sin embargo, se dieron tensiones dentro del grupo durante las sesiones de grabación, ya que Cornell quería librarse de los característicos riffs de Kim Thayil, que se habían convertido en su seña de identidad en discos anteriores, lo cual molestó a Thayil. Como resultado, Chris Cornell terminó tocando muchos de los solos de guitarra que aparecerían en el mismo. Debido a fuertes críticas, el disco no alcanzó las ventas de su predecesor, aunque llegó al segundo puesto del Billboard y vendió más de un millón de copias.
Las tensiones continuaron creciendo durante la gira realizada con motivo de este último disco. En la parada final de la gira, que tuvo lugar en Honolulu, Hawái, en febrero de 1997, Shepherd lanzó su bajo al aire ante la frustración provocada por los fallos constantes que sufría el equipo instrumental, que cayó al escenario estruendosamente. La banda se retiró y Cornell regresó para concluir el concierto con un solo de guitarra. El 9 de abril de 1997 la banda anunció su separación. El último lanzamiento de Soundgarden, un recopilatorio de grandes éxitos titulado A-Sides, certificó la ruptura final.

### Carreras musicales post-Soundgarden (1998-2009)
Cornell trabajó en un álbum individual titulado Euphoria Morning y después formaría el grupo Audioslave con antiguos miembros de Rage Against the Machine, separado en febrero de 2007. Posteriormente editaría su segundo disco en solitario, Carry On, en 2007.

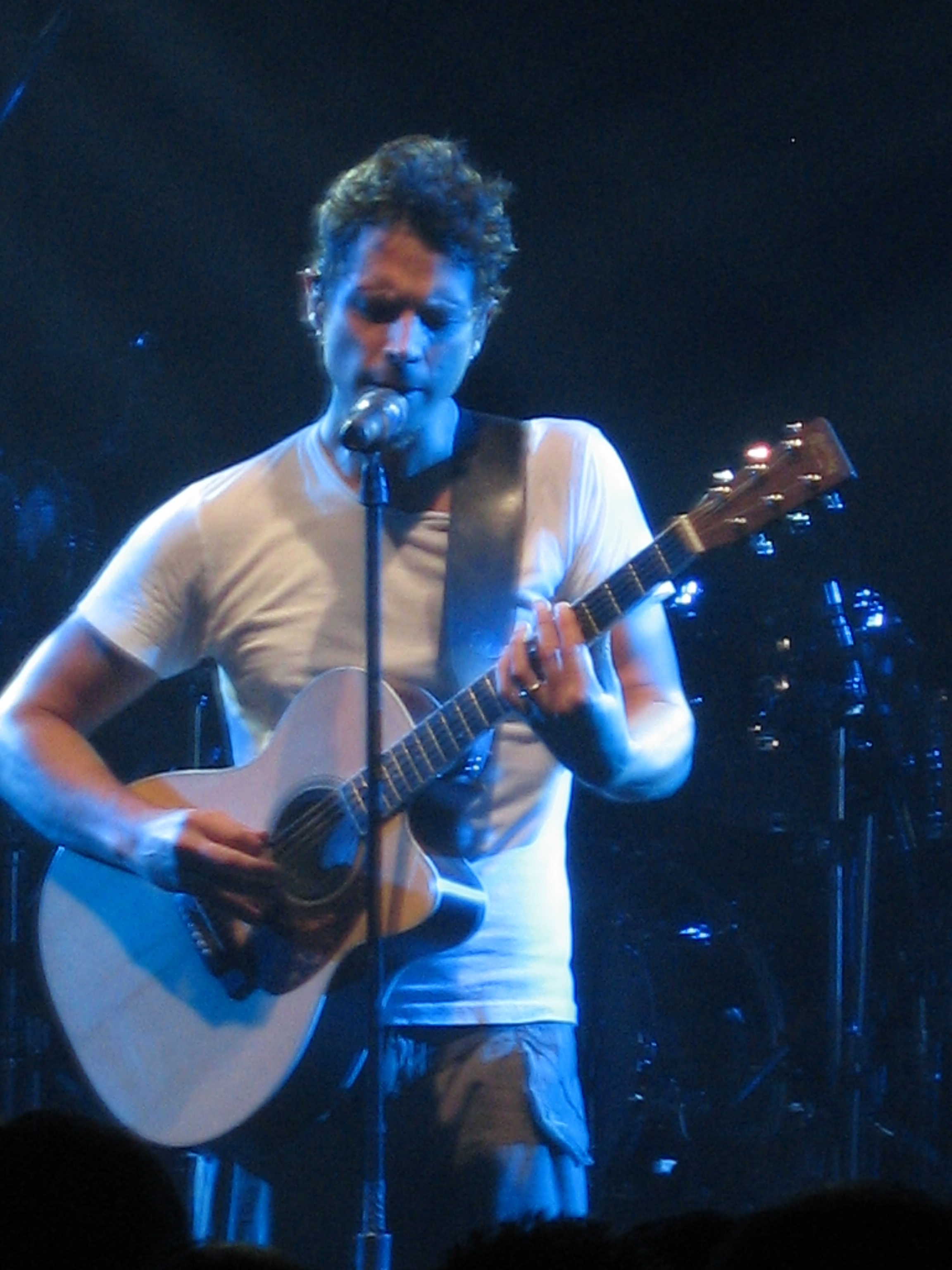
Chris Cornell en una actuación con Audioslave en el festival de jazz de Montreux, Suiza, el 6 de julio de 2005.

Matt Cameron centró sus esfuerzos en la otra banda en la que estaba involucrado, Wellwater Conspiracy. Durante este tiempo se rumoreó que podría ser el sustituto de Jimmy Chamberlin en The Smashing Pumpkins. Sin embargo, este rumor fue totalmente desmentido cuando se confirmó su participación en la gira de Pearl Jam en 1998 con motivo del lanzamiento del disco Yield. Al finalizar la gira, se anunció su unión permanente a la banda.
Kim Thayil unió fuerzas con el exvocalista de Dead Kennedys, Jello Biafra, el bajista de Nirvana, Krist Novoselic y el batería Gina Mainwal para un único concierto, realizado como el grupo The No WTO Combo durante la conferencia ministerial de la WTO que tuvo lugar en Seattle el 1 de diciembre de 1999. Posteriormente Thayil contribuyó como guitarrista en el disco 999 Levels of Undo de Steve Fisk publicado en el año 2001, y en el proyecto paralelo de Dave Grohl, Probot, que vio la luz en el año 2004.
Ben Shepherd fue de gira con Mark Lanegan y sacó el segundo disco del grupo Hater en 2005, mientras aparecía ocasionalmente en discos de Wellwater Conspiracy.
En respuesta a los fuertes rumores que afirmaban una futura reunión de la banda, Chris Cornell declaró en octubre de 2005 que probablemente no ocurriese. "Es como si hubiésemos sellado la tapa diciendo, esto es Soundgarden y esto es lo que duró, y lo pusimos ahí. Y me parece genial. 
Creo que volver juntos significaría destapar el bote y cambiaría lo que me parece que es la duración perfecta de la banda. No encuentro ninguna razón por la que tener problemas por ello".
En entrevistas posteriores a la ruptura de Audioslave en febrero de 2007, Cornell dijo que ninguno de los miembros estaba interesado en una reunión.
En otra entrevista a Cornell, este confirmó que Kim Thayil tenía pensado editar un box set o un álbum de rarezas de la banda, aunque no se dio más información.
El 24 de marzo de 2009, en el nuevo y remodelado Club Crocodile, en Seattle, se realizó un recital donde participaron Matt Cameron, Ben Shepherd, Kim Thayil y Tad Doyle, formando el grupo denominado TADarden. 
El nombre del grupo proviene de la combinación entre la banda original de Tad Doyle, TAD y Soundgarden. El recital fue parte de la gira de The Watchmen, la banda de Tom Morello. La banda tocó los temas "Hunted down", "Nothing to say" y "Spoonman".

### Reunión

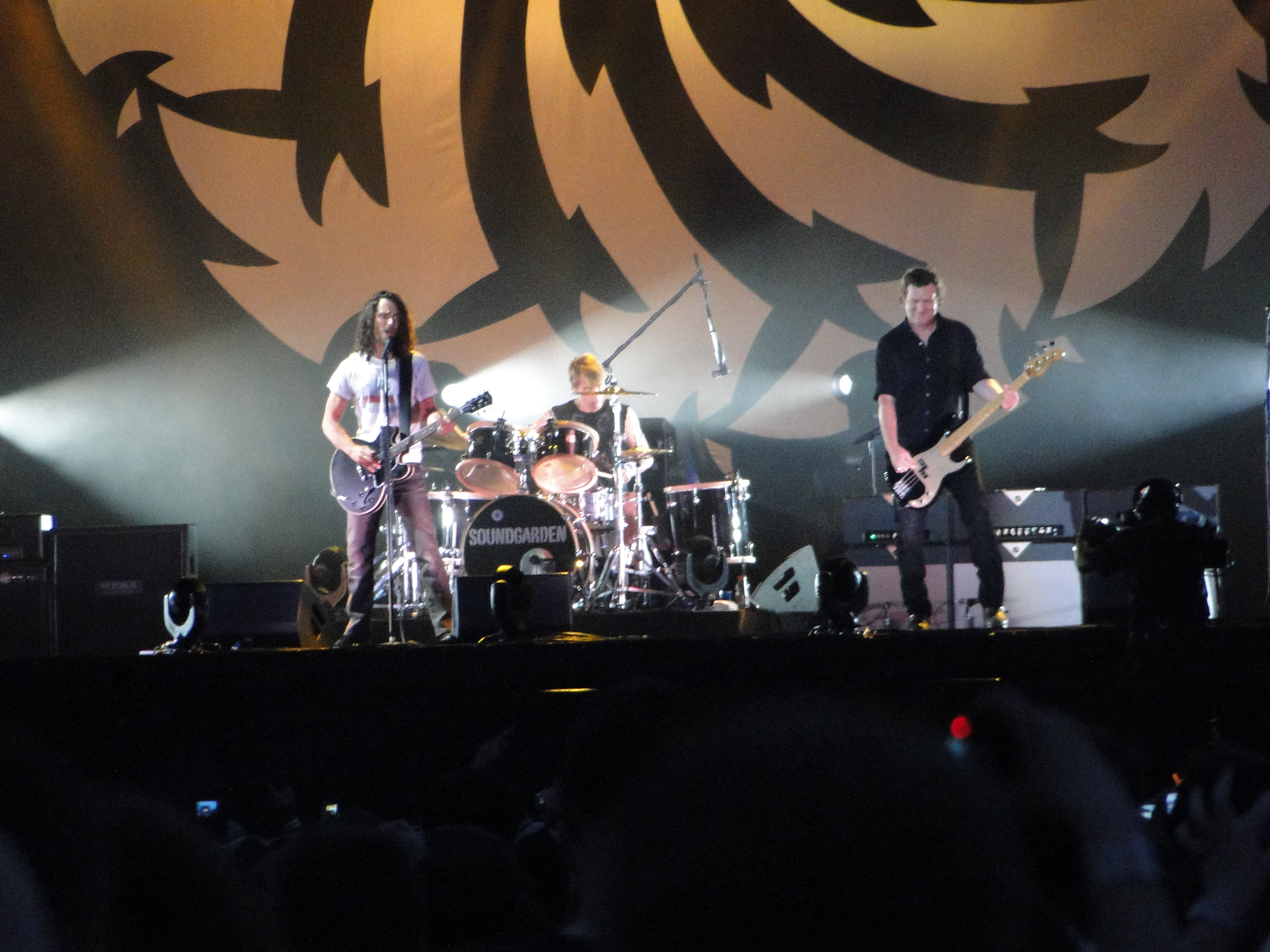
Soundgarden en 2010

Precisamente a la medianoche del 1 de enero de 2010 (hora de Estados Unidos), el vocalista Chris Cornell anunció a través de Twitter la reunión de Soundgarden después de doce años de inactividad.
El 5 de abril de 2010 a través del sitio web oficial, se anunciaba oficialmente la reunión de la banda y una presentación para el 8 de agosto de 2010 para el festival Lollapalooza.
También se anunció la salida de un disco recopilatorio que llevaría por nombre Telephantasm, y contaría con una canción nueva, "Black Rain", la cual fue extraída de las sesiones de grabación de Badmotorfinger. La edición tuvo otra particularidad: cada persona que adquiriera el nuevo Guitar Hero: Warriors of Rock, se llevaría una copia del álbum.
Su canción "Live to Rise" fue la canción principal del soundtrack de The Avengers de Marvel, y sonó en los créditos finales de esta película.
En noviembre de 2012 se publicaba su sexto álbum de estudio, King Animal, el primero desde Down on the Upside. El primer sencillo de la banda se titula "Been Away Too Long", canción que hace referencia al largo tiempo que la banda estuvo separada.
A inicios del año 2017 se anunció una gira por Estados Unidos, pero no fue completada ya que por la madrugada del 18 de mayo se anunció la repentina muerte de Chris Cornell a tan sólo pocas horas de un concierto de la gira en Detroit, Míchigan, Estados Unidos.

## Género musical e influencias
Soundgarden fue una de las bandas pioneras del sonido grunge de Seattle, que mezclaba elementos del punk y del heavy metal en un sonido agresivo y sucio con fuertes influencias de Butthole Surfers. El sonido de la banda en sus primeros trabajos se asemejaba bastante con el desarrollado por Led Zeppelin, mientras que los pesados riffs de guitarra de Kim Thayil guardan relación con el sonido de Black Sabbath.
La banda utiliza a menudo acordes extraños y tempos poco comunes en sus composiciones. La sexta cuerda de la guitarra de Thayil solía estar afinada de manera más grave, permaneciendo como ejemplo más claro de esto la canción "Outshined". Otras canciones están basadas en acordes poco comunes, como "My Wave" o "The Day I Tried to Live". En lo que respecta a los tempos de sus canciones, Soundgarden usó varias veces compases irregulares de 7/4 ("Outshined"), 5/4 ("My Wave"), 6/4 ("Fell on Black Days") o 9/8 ("Never the Machine Forever"). Kim Thayil declaró que la banda no se fija en los compases de las canciones hasta que éstas ya están escritas, y admitió que el uso de esas métricas es un "total accidente".

## Miembros

### Miembros finales
- Chris Cornell - voz (1984-2017, su muerte), guitarra rítmica (1988-2017, ocasionalmente: 1985-1988), batería (1984-1985), bajo ocasional (1988, 1993-1994, 2012), teclado ocasional (1995-1996, 2012)
- Kim Thayil - guitarra solista, coros (1984-2017)
- Ben Shepherd - bajo (1990-2017), coros (1990-1997; 2010-2017), batería ocasional (1993-1994), guitarra rítmica ocasional (1994, 2012)
- Matt Cameron - batería, coros (1986-2017), teclado ocasional (1993-1994, 1995-1996, 2012)

### Antiguos miembros
- Hiro Yamamoto - bajo, coros (1984-1989), voz ocasional (1988)
- Scott Sundquist - batería, coros (1985-1986)
- Jason Everman - bajo (1989-1990)

## Discografía

### Discos de estudio
- 1988, Ultramega OK.
- 1989, Louder than Love.
- 1991, Badmotorfinger.
- 1994, Superunknown.
- 1996, Down on the Upside.
- 2012, King Animal.

### Discos recopilatorios
- 1990, Screaming Life/Fopp.
- 1997, A-Sides.
- 2010, Telephantasm.
- 2014, Echo of Miles: Scattered Tracks Across the Path.

### Discos en los que figuran temas de Soundgarden
- 1985, Deep Six (C/Z Records) CZ001
- 1988, Sub Pop 200 (Sub Pop)
- 1991, Pump Up The Volume: Music From The Original Motion Picture MCA
- 1992, Singles (disco de la banda sonora) (Epic Records)
- 1993, No Alternative (Arista)
- 1993, Born to Choose (Rykodisc)
- 1994, Alternative NRG (Hollywood Records)
- 1996, Home Alive (Epic Records)
- 2012, Los Vengadores (disco de la banda sonora)